# Fédération nationale de l'industrie et du commerce de Chine
 (juin 2018).

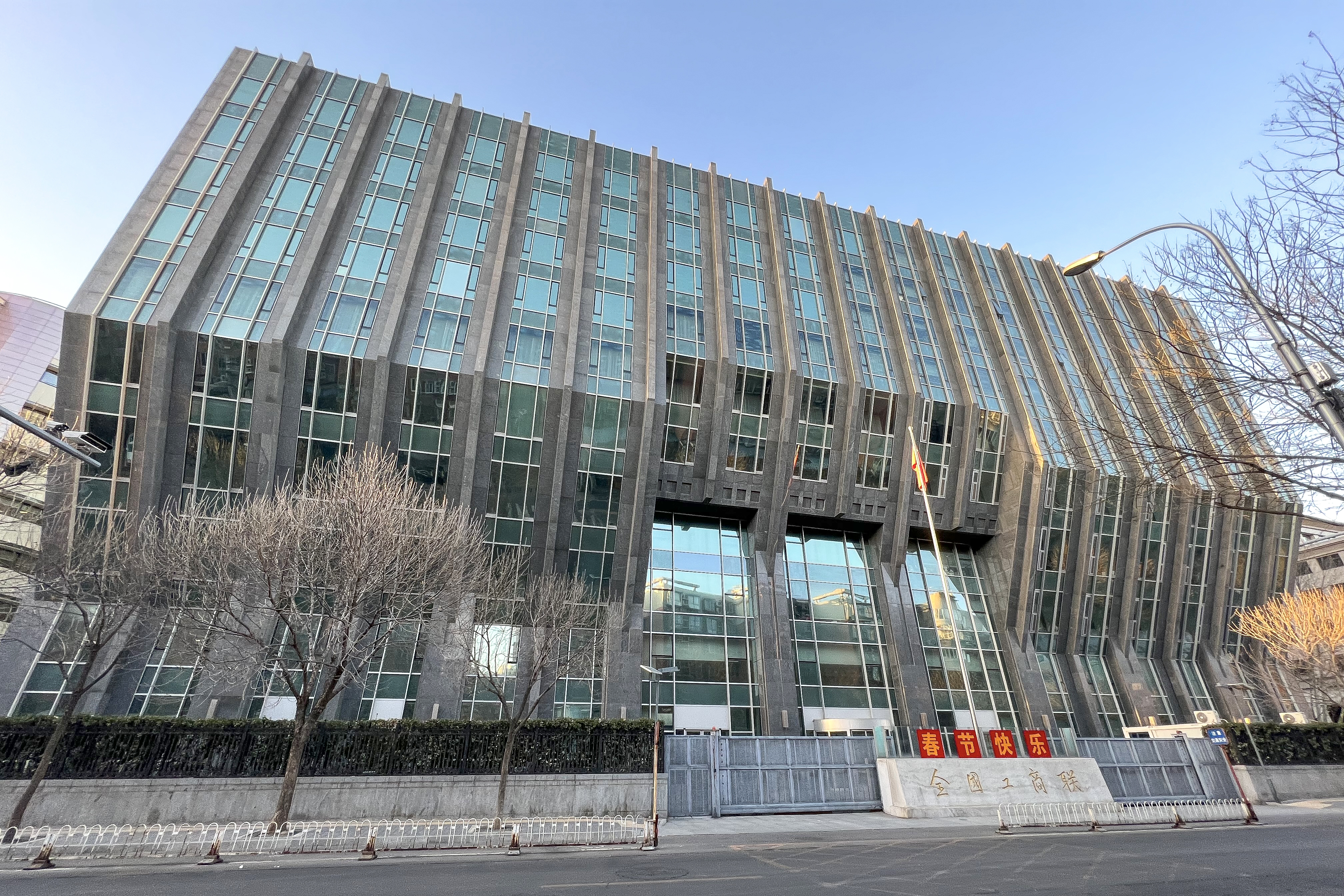
Siège de la Fédération panchinoise de l'industrie et du commerce

La Fédération nationale de l'industrie et du commerce de Chine (FNICC) est une organisation non-gouvernementale de la chambre de commerce, créé en 1953, en tant que successeur des chambres de commerce qui ont d'abord été fondée durant la Dynastie des Qing. Aujourd'hui, il se compose de d'industriels et hommes d'affaires chinois, sous la direction du Département du Front uni du Parti communiste de Chine. C'est un élément constitutif de la Conférence consultative politique du peuple chinois et titulaire d'un certain nombre de sièges au Congrès national du peuple. L'organisation aide le gouvernement dans la gestion de l'économie privée de la Chine et agit comme un pont entre le secteur privé et le gouvernement.

## Fonctions de base
Les responsabilités de base de la FNICC sont les suivantes :
- améliorer les communications entre le gouvernement et l'économie privée ;
- aider le gouvernement dans la gestion de l'économie privée ;
- participer à la politique de consultation des politiques et stratégies nationales dans la politique, de l'économie et des affaires sociales ;
- aider ses membres dans l'innovation technologique, de la gestion et de la culture pour l'accroissement de la compétitivité et de parvenir à un développement durable ;
- représenter les droits légitimes de ses membres et d'élargir leurs propositions et les exigences du gouvernement ;
- fournir aux membres des services de formation, de financement, de technologie, de consultation juridique et de l'information, et à résoudre les difficultés et les problèmes auxquels elles sont confrontées ;
- construire des relations plus proches avec l'étranger commercial et industriel des entités ;
- aider les membres à aller à l'étranger pour des occasions d'affaires et de contribuer à la Chine des réformes économiques.

## Structure et direction
L'agence est composée de différents départements. Plus de 3 000 fédérations régionales de commerce et d'industrie ont été établis dans toutes les provinces et préfectures et la plupart des comtés de la Chine, avec un effectif combiné de 2,6 millions d'entreprises privées. La relation entre la FNICC et les fédérations régionales est décrite comme celle de guide, mais le statut de la FNICC est également valable pour les fédérations régionales.
Depuis novembre 2002, la FNICC a été dirigée par Huang Mengfu.